# Renault Taxi de la Marne
Renault Taxi de la Marne (Renault Type AG) — автомобіль середнього класу, котрий випускав французький підприємець Луї Рено з 1905 по 1910 рік і котрий використовувався як таксі. Автомобїлї збиралися на фабриці в мїстї Булонь-Бійанкур, що недалеко вїд Парижу. Автомобіль мав гальма барабанного типу. Це був перший автомобіль, який випустили після смерті в 1903 році Марселя Рено
Таксопарк в Паризі вже в 1907 році мав 1500 таких автомобілів, завдяки винаходу в 1891 році пристрою, який автоматично розраховує ціну поїздки (він пізніше був названий таксометром). У тому ж році Renault Type AG-1 став настільки популярним і відомим, що його почали постачати як таксі навіть у Лондон.
Своє прізвисько автомобіль отримав під час Першої світової війни, коли у вересні 1914 року 1300 парижских таксі марки Renault Type AG були використані французькою армією під провідом генерала Жозефа Галлієні  для перевезення 6000 солдатів з Парижа на фронт у ріки Марни, де французькі війська завдяки цьому змогли перемогти.